# الکساندر لوکاشنکو
الکساندر گریگوریویچ لوکاشنکو (به روسی: Александр Григорьевич Лукашенко) (زاده ۳۰ اوت ۱۹۵۴)، سیاستمدار، افسر ارتش پیشین و نخستین رئیس‌جمهور بلاروس است که از زمان تشکیل نهاد ریاست‌جمهوری در ۲۰ ژوئیه ۱۹۹۴ به این مقام رسید.
لوکاشنکو مخالف شوک‌درمانی اقتصاد در دوران گذار پس از شوروی بود، براین باور بود که شوک درمانی باعث می‌شود تا جامعه نوعی از سرمایه‌داری مقررات زدایی شده را بپذیرد، این سیاست در کوتاه مدت به‌طور کلی بلاروس را از رکود اقتصادی مانند سایر کشورهایی که پس از اتحاد جماهیر شوروی مانند روسیه درگیر رکود شدند را در امان نگه داشت. او همچنین از مالکیت دولتی صنایع مهم در بلاروس حمایت کرده‌است. دولت لوکاشنکو همچنین برخی از نمادهای دوران اتحاد جماهیر شوروی را که می‌توان آن را در نشان و پرچم بلاروس مشاهده کرد، پس از همه‌پرسی سال ۱۹۹۵، حفظ کرد. به دنبال همین همه‌پرسی و در پی انحلال شورای عالی بلاروس، قدرت بیشتری به لوکاشنکو داده شد، روابط اقتصادی بلاروس با روسیه تقویت شد و سرانجام منجر به ایجاد کشور متحد با روسیه شد. این اتحاد به بلاروسی‌ها امکان داد تا آزادانه به روسیه سفر کنند، کار کنند و تحصیل کنند و بالعکس. با این حال، روابط با روسیه در دوران تصدی لوکاشنکو، مانند جنگ‌های شیر، همیشه حسنه نبوده‌است.

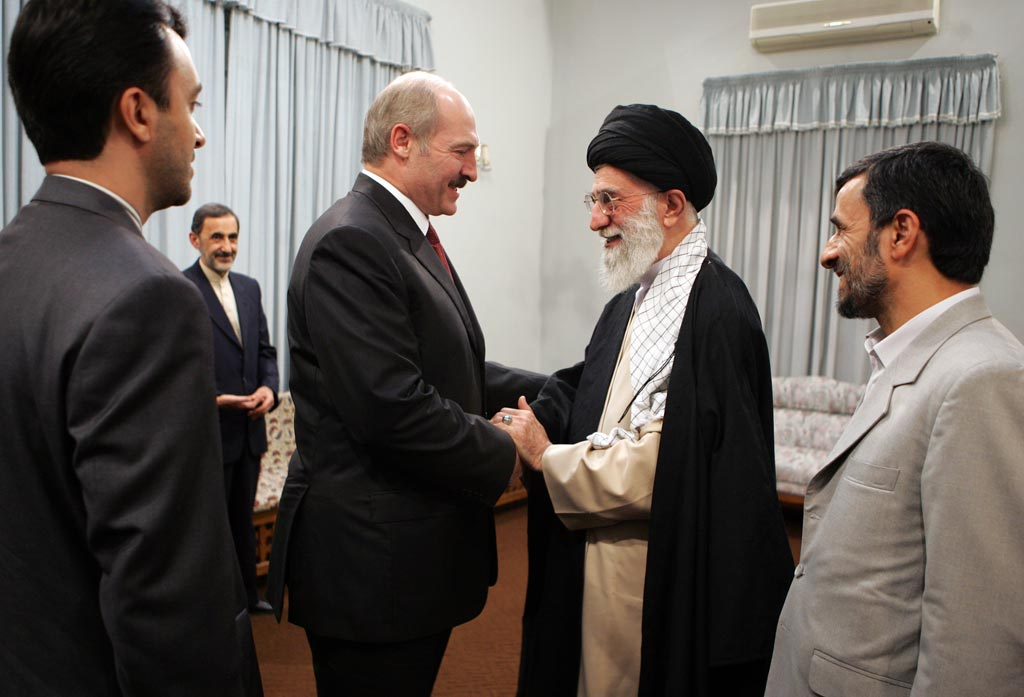
لوکاشنکو، خامنه‌ای و احمدی‌نژاد در آبان ۱۳۸۵

لوکاشنکو که خود را یک دیکتاتور می‌داند  در صدر یک دولت استبدادی قرار دارد و رسانه‌ها اغلب از او به‌عنوان «آخرین دیکتاتور اروپا» یاد می‌کنند. ناظران بین‌المللی انتخابات را در این کشور آزاد و عادلانه ارزیابی نکردند، وی مخالفان حکومت خود را سرکوب می‌کند و رسانه‌ها نیز آزاد  نیستند. از سال ۲۰۰۶، اتحادیه اروپا و ایالات متحده آمریکا گاهی لوکاشنکو و سایر مقامات بلاروسی را به‌دلیل نقض حقوق بشر تحریم کرده‌اند.
نحوه رسیدگی دولت او به بیماری دنیاگیری کروناویروس کووید ۱۹ در بلاروس منجر به نارضایتی گسترده مردم نسبت به دولت وی شد. انتخابات مناقشه برانگیز ریاست جمهوری بلاروس در ۲۰۲۰ نیز منجر به اتهامات گسترده‌ای در مورد تقلب در آرای انتخابات شد، این موضوع به شدت اعتراضات ضد دولتی را تقویت کرد تا جایی که لوکاشنکو اکنون با مخالفت بی‌سابقه‌ای با حکومت خود روبرو است. پس از رقابت انتخاباتی، لوکاشنکو توسط اتحادیه اروپا و ایالات متحده به‌عنوان رئیس‌جمهور قانونی بلاروس شناخته نمی‌شود.

## ششمین دوره ریاست‌جمهوری (۲۰۲۰ – زمان حال)
در ۹ اوت ۲۰۲۰، طبق پیش‌بینی‌های اولیه، لوکاشنکو برای ششمین دوره به عنوان رئیس‌جمهور بلاروس انتخاب شد.